# Montagne della Groenlandia
Di seguito è riportata la lista delle montagne della Groenlandia. Sono ordinate inizialmente per comune (Avannaata, Kujalleq, Qeqertalik, Qeqqata e Sermersooq, per ultimo quelle al di fuori dei comuni), poi in ordine alfabetico (secondo il nome autoctono).
Sono classificate montagne tutte le alture impervie oltre i 600 m di altitudine sul mare.

## Avannaata
- Haffner Bjerg
- Perserajuk

## Kujalleq
- Akuliaruseq
- Alanngorsuaq
- Allerulik
- Alleruusakasit
- Arpatsiviip Qaqqaat
- Arpatsivik
- Balkonen
- Erngata Qaqqaa
- Iffit Qaqqaat
- Ilimmaasaq
- Illerfissalik
- Ippissuasiip Qaqqaa
- Issuttussoq
- Iviangiusaq Kangilleq
- Kangerluluup Qaqqaa
- Ketil
- Killavaat
- Kuannersuit
- Laksefjeld
- Marrat Qaqqaat
- Matorsuaq
- Meqqutoqqat Qaqqaa
- Naajarsuit
- Naajat Qaqqaat
- Naajatsiaat Qaqqaat
- Nakkaalaaq
- Napasorsuaq
- Narsap Qaqqaa
- Nasannguaq
- Natinnguaq
- Niaqornaarsuk
- Nunasarnaasaq
- Nunasarnaq
- Nuniagiarfiup Qaqqaa
- Nuuluk
- Nuussuup Qaqqaa
- Paarnaliarsuup Qaqqaa
- Puilasorsuit Qaqqaat
- Putooruttoq
- Qajarsuup Qaqqaa
- Qalutaassuaq
- Qaqortukuluup Qaqqaa
- Qaqqarsuaq
- Qaqqarsuatsiq
- Qasigeerneq
- Qingassat Qaqqaat
- Quassussuaq Killeq
- Sermitsiap Qaqqaat
- Suikkassuaq
- Sulussugutaasaa
- Talut
- Tasiusap Qaqqaa
- Timilequssuanngua
- Tininnertuup Qaqqaat
- Tuvilissuaq
- Uilorsuaq
- Ujarasussuttaliit Qaqqaa
- Ulunnguarsuaq
- Usumeersip Qaqqaa
- Utsussuatsiaat
- Uumannanngua
- Valhaltinde

## Qeqqata
- Aqajarua
- Aqqutikitsoq
- Innajuattoq
- Naparutaq
- Nasaasaaq
- Pisissarfik

## Sermersooq
- Aajuitsoq
- Aammangaaq
- Aqqitsoq
- Asingaleq
- Avalaatseq
- Cone
- Dome
- Ejnar Mikkelsens Fjeld
- Forel, Mont
- Gunnbjørn Fjeld
- Hjelmen
- Imertivap Qaqqartivaa
- Inussussuaq
- Ittikasaat Qaqqaat
- Kiitti
- Kingittorsuaq
- Kuunnaat
- Mittivakkat
- Mittivakkat
- Naajat Inersuat
- Oriartorfik
- Qajuuttaa
- Qalorujoorneq
- Qaqqarsuaq
- Qaqqartivakajik
- Qassi
- Qassinnguit
- Qeqqikajik
- Qilakitsoq
- Qimmeertaajaliip Qaqqartivaa
- Qingaaq
- Qoornip Qaqqartivaa
- Rigny Bjerg
- Saajat
- Sermitsiaq
- Sisoorajooq
- Sivingasoq
- Snebordet
- Sulussugutaasaasaq
- Taatsukajik
- Teqqiingalik
- Ukkusissat
- Ukkusissat Kangilequtaat
- Uunnguttoq
- Vegas Fjeld
- Ymers Bjerg

## Parco nazionale della Groenlandia nordorientale
- Lugano Bjerg
- Petermann Bjerg
- Ymer Nunatak